# منمن
المِنمَن أو المِنِمَان (بالتركية Menemen yemek) هو طبق تركي تقليدي شعبي  ويوجد فيه البيض والطماطم والفلفل الأخضر والتوابل مثل الفلفل الأسود والأحمر المطحون في زيت الزيتون أو زيت دوار الشمس وكذلك يُمكن أيضًا إضافة الجبن الأبيض ومنتجات أخرى مثل السجق أو اللحم المُقدّد. قد يصنع بالبصل، ولكن غالبًا ما يُضاف البصل له وهو أكثر شيوعًا عندما يؤكل كطبق رئيسي، بدلاً من تناول وجبة الإفطار. يؤكل عادة على الفطور ويقدّم مع خبز.

## طريقة التحضير

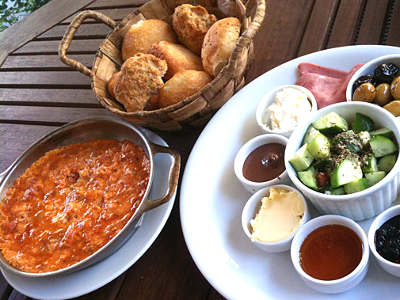
فطور تركي والمنمن عن يسار

يجب تقطيع الطماطم إلى قطع صغيرة أو قد تكون مبشورة، يمكن أيضًا خلط الطماطم المبشورة والمقطعة معًا، اعتمادًا على الذوق المفضل للطاهي. في حالة استخدام البصل فيجب إضافته إلى المقلاة مع الفلفل الأخضر الحار وتقليه بالزبدة الساخنة أو الزيت.وكذلك يمكن إضافة فلفل .
تغلب إضافة البصل وهذا هو المعهود في وجبة الإفطار وبذا يكون المنمن طبقًا رئيسًا. ويصر بعض الطهاة الأتراك مثل سانية آن على أنه لا يمكن المُحافظة على جسد صحّي وسليم بدون البصل. وفي عام 2018 ، أطلق ناقد الطعام التركي Vedat Milor استطلاعًا على تويتر لحل النقاش حول البصل . أصبح الاستطلاع شائعًا على نطاق واسع حيث صوت 437,657 شخصًا. حقق فريق البصل فوزًا طفيفًا بنسبة 51٪  يمكن إضافة السجق إلى المقلاة بعد أن يُقلى الفلفل وهذا يضيف بعض المذاق إلى الزيت.
ويمكن إزالة السجق من المقلاة قبل إضافة الطماطم لتجنب الإفراط في الطهي، لكن هذا ليس ضروريًا. يجب أن تصبح الطماطم طرية جدًا ولا يجب أن يكون المزيج مائيًا للغاية عند إضافة البيض. يمكن ضرب البيض مع الملح والفلفل وأي أعشاب طازجة مرغوبة أو إضافته مباشرة إلى المقلاة.
إن استخدمت المعكرونة فتضاف المقلاة مع البيض. يمكن إضافة جبن أو الجبن الأبيض اختياريًا فوق البيض قبل الانتهاء من الطهي ويجب طهي البيض بالكامل ولكن لا ينبغي تركه ليجف. (يستمر طهي البيض في المقلاة بعد إخراجها من الموقد). يمكن تزيين الطبق بالبقدونس الطازج المفروم أو البصل الأخضر. يُقدم في المقلاة التي طُهِي فيها، مقلاة طبخ مزدوجة الاستخدام تُعرف باسم صحن، مع الخبز الطازج.